# 버섯 구름

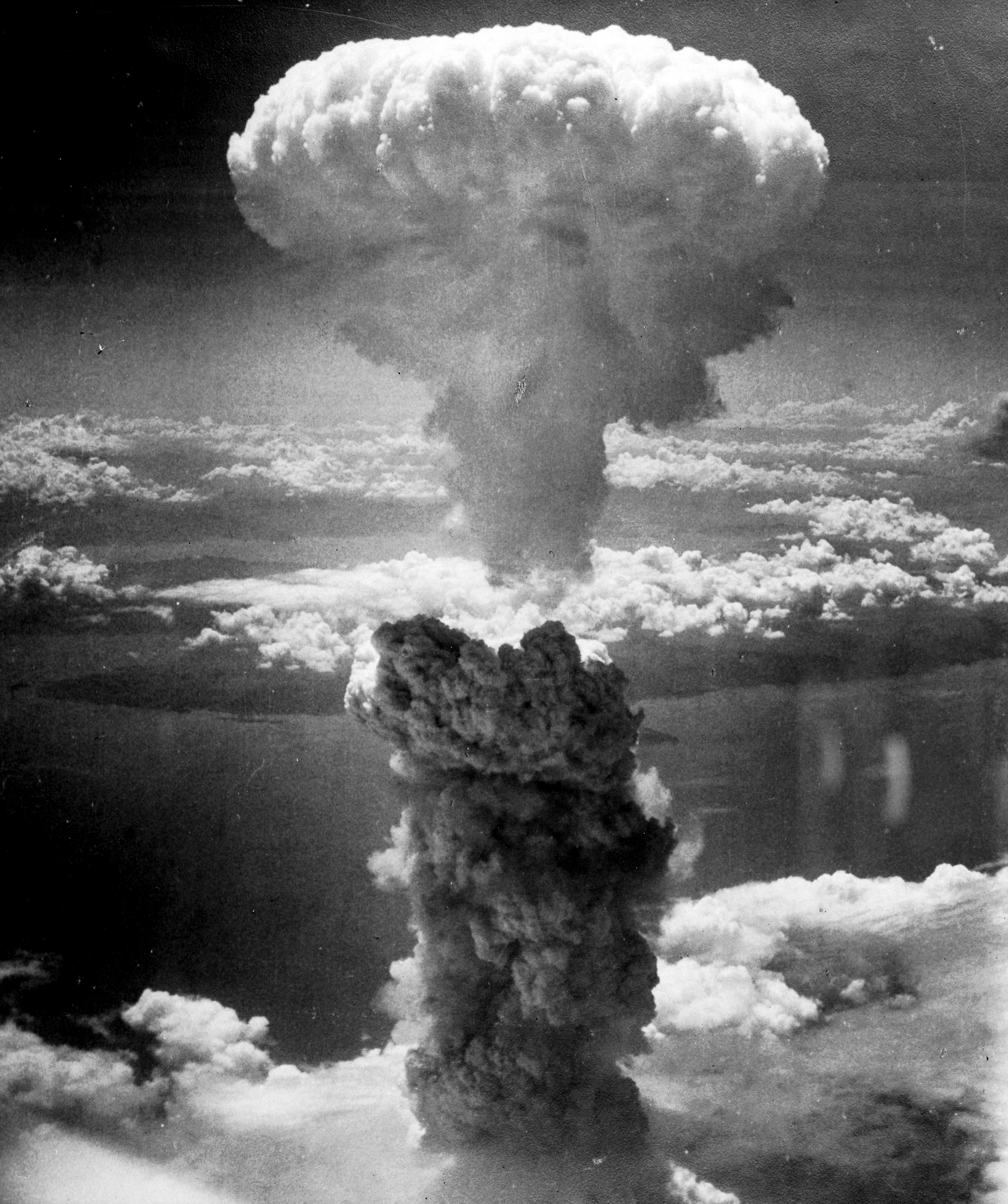
나가사키의 원폭 (1945년 8월 9일)

버섯 구름(mushroom cloud)은 응축된 수증기나 먼지로 구성된 버섯 형상의 구름으로 매우 큰 폭발의 결과이다. 일반적으로는 핵폭발과 연관되지만, 어떤 종류의 폭발이라도 충분히 큰 규모라면 버섯구름을 생성할 수 있으며, 잘 알려진 자연적인 버섯구름으로는 화산 폭발로 인해 일어나는 버섯구름이 있다.
버섯 구름은 레일리-테일러 인스터빌리티를 생성하는 지면 근처의 뜨겁고 저밀도의 기체의 큰 덩어리의 저기압이 갑작스러운 형성된 결과로 만들어진다. 기체 덩어리가 급하게 상승하여 그 가장자리 주위에서 아래 방향으로 꼬이는 난류의 소용돌이를 만들며, 그 줄기를 형성하는 중심에 추가의 연기와 먼지의 기둥을 위로 끌어 올린다. 기체의 덩어리는 결국 주위 공기보다 더 이상 저기압이 아닌 고도까지 도달한 뒤에 사라진다.

## 초기 기사 및 용어의 발단
이 용어는 1950년대 초에 만들어진 것으로 보이지만, 폭발로 인해 생겨난 버섯 구름은 원자력 시대 수 세기 전에 설명되고 있었다.
1782년 프랑스-스페인 간의 지브롤터 공격 당시 무명 예술가의 작품을 보면, 영국 수비대가 가열된 총격을 가해 불을 지핀 후 공격군의 부유 포대 하나가 버섯구름과 함께 폭발하는 장면이 나온다.

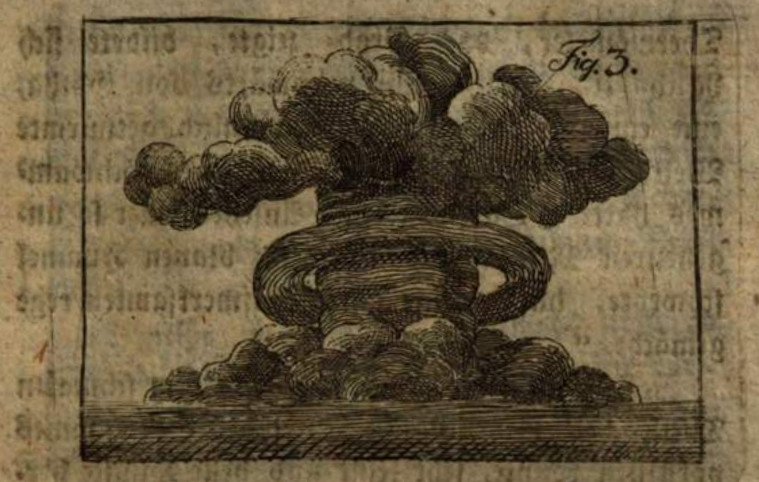
버섯구름 판화. Gerhard Vieth's Physikalischer Kinderfreund (1798)

1798년, 게르하르트 비엣(Gerhard Vieth)은 고타 근처에 "모양이 버섯과 다르지 않은" 구름에 대한 상세하고 삽화가 있는 설명을 출판했다. 이 구름은 몇 년 전 따뜻한 여름 오후에 공사관 상담가 리히텐베르크(Lichtenberg)에 의해 관측되었다. 불규칙적인 기상 구름으로 해석되었고 그 아래에서 발달한 새로운 먹구름에서 비와 천둥과 함께 폭풍을 일으킨 것으로 보인다. 리히텐베르크(Lichtenberg)는 나중에 다소 유사한 구름을 관측했다고 언급했지만, 이처럼 주목할 만한 구름은 없었다.
1917년 핼리팩스 폭발은 버섯구름을 만들었다.
1930년 올라프 스테이플던(Olaf Stapledon)은 그의 소설 "Last and First Men"에서 최초로 원자 무기의 시연을 상상했고, "끓는 바다에서 나오는 증기 구름.. 증기와 파편으로 이루어진 거대한 버섯(clouds of steam from the boiling sea.. a gigantic mushroom of steam and debris)"
1937년 10월 1일, 타임즈는 일본이 중국 상하이를 공격하여 "거대한 연기 버섯"을 일으켰다는 기사를 실었다.
제2차 세계대전 중 일본 전함 야마토의 파괴로 버섯구름이 생성되었다.
1945년 8월 13일자 런던타임즈에 일본 나가사키 상공의 원자폭탄 구름이 "연기와 먼지의 거대한 버섯"으로 묘사되었다. 1945년 9월 9일 뉴욕타임즈는 나가사키 폭격의 목격자 기사를 실었는데, 이 기사는 맨해튼 계획의 공식 신문 특파원인 윌리엄 L. 로렌스가 작성한 것으로, 폭탄이 "보라색 불의 기둥"을 만들어 냈고, 그 위에는 "기둥의 높이를 총 45,000 피트까지 증가시킨 거대한 버섯"이 있었다고 썼다
1946년 교차로 작전 핵폭탄 실험은 "컬리플라워" 구름을 가진 것으로 묘사되었지만, 참석한 기자는 "이제는 원자시대의 일반적인 상징이 된 버섯"에 대해서도 언급했다. 버섯은 전통적으로 삶과 죽음, 음식과 독과 연관되어 왔으며, 이것은 버섯을 "컬리플라워" 구름보다 더 강력한 상징적 연관성으로 만들었다.

## 원리

상승하는 버섯 구름 내부: 밀도가 높은 공기가 빠르게 토로이드 불덩이의 바닥 중앙으로 힘을 실어주며, 이는 익숙한 구름 모양으로 난기류적으로 혼합된다.

버섯 구름은 지구 중력 하에서 많은 종류의 큰 폭발에 의해 형성되지만 핵폭발 후의 모습으로 가장 잘 알려져 있다. 중력이 없거나 두꺼운 대기가 없다면 폭발물의 부산물 가스는 구형으로 유지된다. 핵무기는 보통 구형으로 팽창하는 불덩이와 폭발파의 효과를 극대화하기 위해 (일부 에너지가 지면 운동에 의해 소멸되기 때문에 충격이 있는 것이 아닙니다) 땅 위에서 폭발한다. 폭발 직후, 불덩이는 열기구와 같은 원리로 작용하며 공기 중으로 상승하기 시작한다.
뜨거운 가스가 지면을 충분히 비우고 나면 운동을 분석하는 한 가지 방법은 '구형 캡 버블'로서, 이것이 상승 속도와 관측된 직경 사이의 일치를 제공하기 때문이다.
이것이 상승하면서 레일리-테일러 불안정이 형성되고 공기가 위로 빨려들어가서(굴뚝의 상승기류와 유사하게) 구름 속으로 "후풍"이라고 알려진 강한 기류를 생성하는 한편, 구름의 머리 부분 안에서 뜨거운 가스가 토로이드 모양으로 회전한다. 폭발 고도가 충분히 낮으면, 이러한 후풍이 아래 지면의 먼지와 파편을 끌어들여 버섯구름의 줄기를 형성한다.
뜨거운 가스의 질량이 평형 수준에 도달한 후, 상승이 멈추고, 구름은 특징적인 버섯 모양으로 평평해지기 시작합니다. 보통 붕괴하는 난류로 인한 표면 성장의 도움을 받는다.

## 버섯구름
지상에서 높은 곳에서 발생한 핵폭발은 줄기가 달린 버섯구름을 만들지 않을 수도 있다. 구름의 머리 부분은 주로 핵분열 생성물과 다른 무기 잔해인 에어로졸과 같은 높은 방사성 입자로 구성되어 있으며, 날씨 패턴(특히 비)이 문제가 되는 핵 낙진을 일으킬 수 있지만, 일반적으로 바람에 의해 분산된다.
또한 지하층보다 훨씬 낮거나 물속 깊은 곳에서 일어나는 폭발(예를 들어 핵심도 전하)에서는 버섯구름이 생기지 않는데, 이때 폭발로 인해 엄청난 양의 흙과 물이 기화되어 거품이 생기고 지하층이 덜 깊은 곳에서 일어나는 경우에는 침하 분화구가 생기기 때문이다. 물속에서 일어나는 폭발이지만 지표면 근처에서 일어나는 폭발에서는 물기둥이 생겨 붕괴할 때 콜리플라워와 같은 모양이 되는데, 이는 버섯구름으로 오인되기 쉽다. 지하층에서 일어나는 폭발에서는 버섯구름과 기저부 급류, 즉 서로 다른 두 개의 구름이 생긴다. 폭발 깊이가 깊어질수록 대기로 방출되는 방사선의 양은 급격히 줄어든다. 
지표면과 지표면 근처의 공기가 폭발하면 폭발 고도가 증가함에 따라 공중에 떠 있는 잔해의 양이 급격히 감소한다. 대략 7미터/킬로톤1 ⁄3의 폭발 고도에서는 분화구가 형성되지 않고 그에 상응하는 더 적은 양의 먼지와 잔해가 생성된다. 일차 방사성 입자가 주로 미세한 불덩이 응축으로 구성되는 낙진 감소 높이는 대략 55미터/킬로톤0.4이다. 그러나 이러한 폭발 고도에서도 여러 가지 메커니즘에 의해 낙진이 형성될 수 있다. 

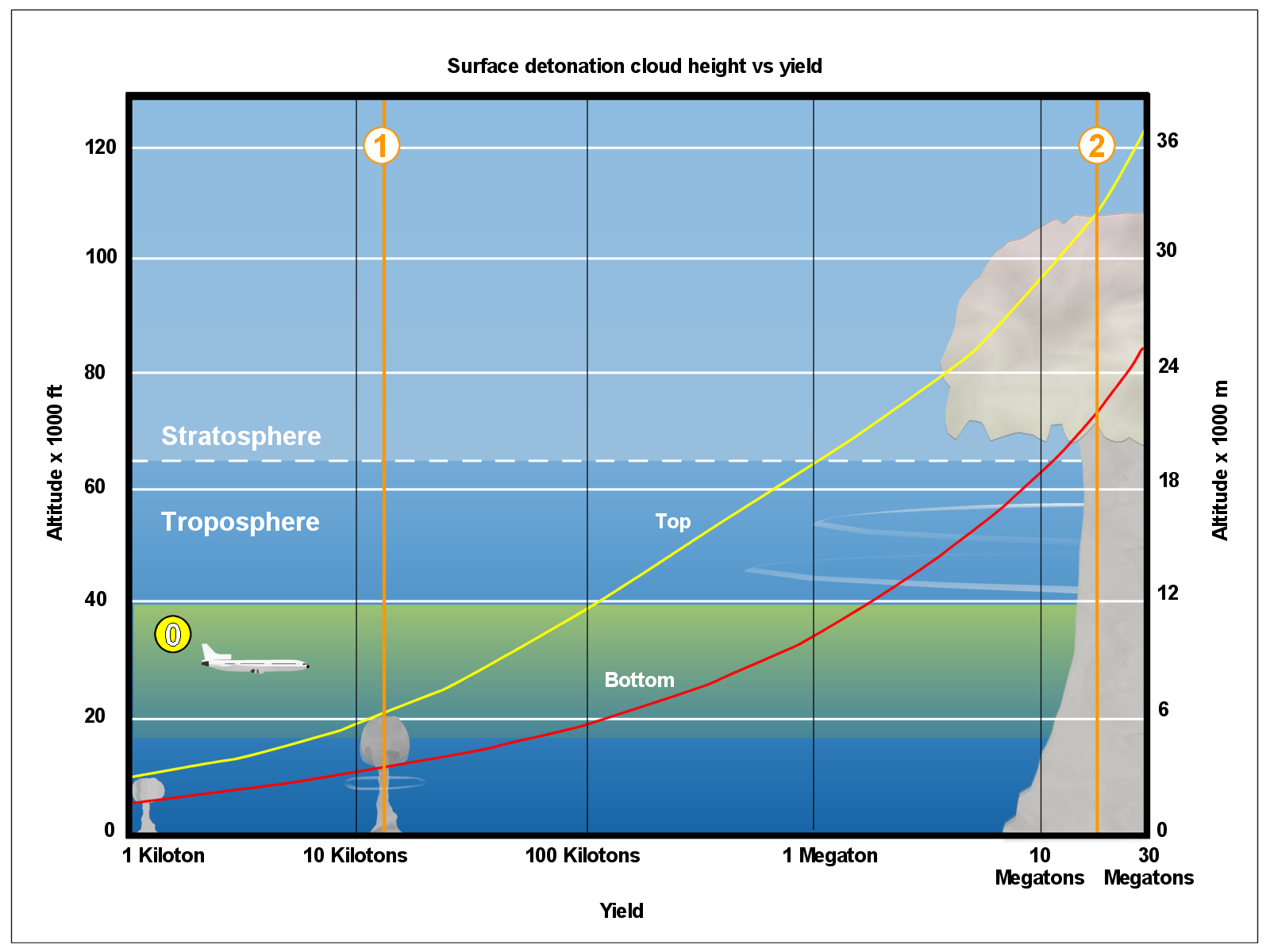
산출량에 대한 버섯 구름 크기.

버섯구름의 방사능 분포는 폭발의 산출량, 무기의 종류, 핵융합-분열 비율, 폭발고도, 지형의 종류, 날씨 등에 따라 다양하다. 일반적으로 낮은 위력의 폭발은 방사능의 약 90%가 버섯 머리에 있고, 10%가 줄기에 있다. 이에 반해 메가톤급 폭발은 방사능의 대부분이 버섯구름의 하위 1/3에 있는 경향이 있다 
폭발 순간 화구가 형성된다. 상승하는 대략적인 구 모양의 뜨거운 백열 기체 덩어리는 대기 마찰로 인해 모양이 변하고 에너지 복사에 의해 표면이 냉각되어 구면에서 격렬하게 회전하는 구상 소용돌이로 변한다. 처음에는 하부의 차가운 공기가 바닥의 화구 기체를 컵 모양으로 뒤집으면서 레일리-테일러 불안정이 형성된다. 이것은 난류와 소용돌이를 일으켜 더 많은 공기를 중심으로 빨아들여 외부 후풍을 일으키고 스스로를 냉각시킨다. 회전 속도는 냉각되면서 느려지고 나중 단계에서 완전히 멈출 수도 있다. 무기의 기화된 부분과 이온화된 공기는 눈에 보이는 기체로 냉각되어 초기 구름을 형성한다. 백색으로 뜨거운 소용돌이 중심부가 노란색이 된 다음 검붉은색이 된 다음 눈에 보이는 백열을 잃는다.  대기의 수분이 응축되면서 구름의 대부분이 추가 냉각되면서 채워진다. 구름이 상승하고 냉각되면서 부력이 감소하고 상승 속도가 느려진다.
불덩이의 크기가 대기 밀도 척도의 높이와 비슷하다면, 전체 구름 상승은 탄도적일 것이고, 최종 안정화 고도보다 더 높은 고도로 과도한 공기를 과도하게 많이 뿜어낼 것이다. 훨씬 작은 불덩이는 부력이 지배하는 상승과 함께 구름을 만들어낸다.
정적 안정성이 강한 영역의 바닥인 대류권에 도달한 후 구름은 상승 속도를 늦추고 퍼져 나가는 경향이 있다. 만약 구름이 충분한 에너지를 가지고 있다면, 구름의 중심 부분은 표준 뇌우의 유사체로서 계속 성층권으로 상승할 수 있다. 대류권에서 성층권으로 상승하는 공기 덩어리는 강력한 성층권 침투 뇌우에 의해 생성되는 것과 거의 동일한 중력파를 형성한다. 대류권을 관통하는 소규모 폭발은 더 높은 주파수의 파동을 발생시키며, 이를 기반음이라고 한다.
그 폭발은 낮은 고도에서 수분을 잔뜩 머금은 공기를 대량으로 끌어올린다. 공기가 올라감에 따라 온도가 떨어지고, 수증기는 처음에는 물방울로 응결했다가 나중에는 얼음 결정으로 얼어붙는다. 그 상변화는 잠열을 방출하여 구름을 가열하고 훨씬 더 높은 고도로 이끈다.
버섯구름은 여러 단계의 형성과정을 거친다

핵 버섯 구름의 진화; 19 kt (120 m • kt -1 ⁄3. 텀블러 - 스내퍼 도그. 즉각적으로 발생하는 초임계 현상에 의해 방출되는 강렬한 섬광에 의해 네바다 사막의 모래흙이 "팝콘"처럼 튀게 된다; 이 "팝콘 효과"로 인해 기기가 보다 일반적인 표면이나 토양 위에 놓여진 경우보다 버섯 구름의 줄기에 더 많은 흙이 쌓이게 된다.

- 최초 단계, 의 20초는 불덩이가 형성되고 핵분열 생성물이 땅에서 원하는 물질과 섞이거나 분화구에서 분출될 때이다. 증발된 땅의 응축은 처음 몇 초 동안 가장 격렬하게 3500-4100 K 사이의 불덩이 온도에서 일어남

- 상승 및 안정화 단계, 20초에서 10분, 뜨거운 가스가 상승하고 초기 큰 낙진이 퇴적

- 이후 단계, 약 2일 후까지 공기 중 입자들이 바람에 의해 분포하고, 중력에 의해 퇴적되고, 강수에 의해 쓸려감

구름의 모양은 지역적인 대기 조건과 바람의 패턴에 의해 영향을 받는다. 낙진 분포는 주로 바람이 부는 플룸이다. 그러나 구름의 대류 속도가 주변 풍속보다 높기 때문에 만일 대류권에 도달한다면, 그것은 바람을 거슬러 퍼져 나갈 수 있다. 대류권에서, 구름의 모양은 대략 원형이고 펼쳐져 있다. 
일부 방사성 구름의 초기 색깔은 초기에 이온화된 질소, 산소, 대기의 수분으로 형성된 이산화질소와 질산 때문에 붉은색이나 적갈색으로 변할 수 있다. 고온, 고방사선 환경에서 오존도 생성된다. 각 메가톤의 산출량이 약 5000톤의 질소산화물을 생성하는 것으로 추정된다. 노란색과 주황색도 설명되었다. 이 붉은 색은 나중에 물/얼음 구름의 흰 색에 의해 가려지며, 불덩이가 식으면서 빠르게 흐르는 공기에서 응축되고, 상승기류로 빨려 들어가는 연기와 파편의 어두운 색이 된다. 오존은 폭발에서 특징적인 코로나 방전과 같은 냄새를 풍긴다 
응결된 물 방울들이 점차 증발하면서 구름이 사라지는 것처럼 보인다. 그러나 방사성 입자들은 여전히 공기 중에 떠 있는 상태이고, 이제는 보이지 않는 구름은 그 경로를 따라 계속해서 낙진을 축적한다. 
대량의 먼지, 흙, 파편들이 버섯구름 속으로 빨려 들어가면서, 공기폭발로 인해 희뿌연 증기가 발생하고, 땅폭발로 인해 회색에서 갈색의 줄기들이 발생한다. 땅폭발로 인해 땅속에서 나온 방사선 물질이 포함된 어두운 버섯구름이 생성되고, 따라서 더 큰 입자들이 국소적으로 쉽게 침착되는 더 큰 방사능 낙진이 발생한다. 
더 높은 위력의 폭발은 폭발로 인한 질소 산화물을 대기 중에서 충분히 높게 운반하여 오존층의 상당한 고갈을 야기할 수 있다.
두 개의 층을 가진 두 개의 버섯은 특정한 조건에서 만들어질 수 있다. 예를 들어, 버스터-장글 슈가 샷은 폭발 자체로부터 첫 번째 머리를 형성했고, 그 다음에 또 다른 머리는 뜨겁고 갓 형성된 분화구로부터의 열에 의해 생성되었다.
낙진 자체는 건조하고 재와 같은 플레이크로 보일 수도 있고, 눈에 보이지 않을 정도로 작은 입자로 보일 수도 있으며, 후자의 경우, 입자는 종종 비에 의해 침착된다. 피부에 더 새롭고 더 많은 방사성 입자가 다량 침착되면 베타 화상을 입을 수 있으며, 노출된 동물의 등에 변색된 반점과 병변으로 나타나는 경우가 많다. 성 브라보 시험에서 나온 낙진은 흰 먼지처럼 생기고 비키니 눈이라는 별명이 붙었는데, 작고 하얀 조각들은 눈송이를 닮았고, 표면에 달라붙어 짭짤한 맛이 났다. 위그왐 작전에서 나온 낙진의 41.4%는 불규칙한 불투명 입자로 구성되어 있었고, 투명하고 불투명한 영역을 가진 입자의 25%가 약간 넘었고, 미세한 해양 생물의 약 20%, 출처를 알 수 없는 미세한 방사성 실의 2%였다. 

### 구름 성분

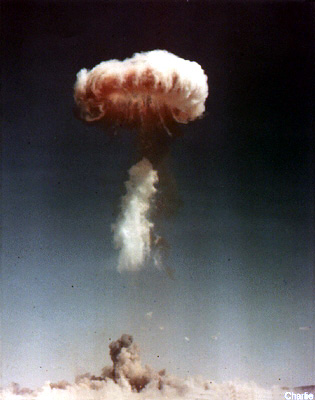
Buster-Jangle Charlie의 버섯 구름은 줄기 형성 초기 단계에서 14킬로톤(143 m • kt -1 ⁄3)을 산출한다. 토로이드 계열의 불덩어리가 맨 위에 보이고, 습한 공기의 강한 상승기류로 인해 가운데에 응결구름이 형성되고 있으며, 형성되는 부분적인 줄기가 아래에 보인다. 이 구름은 질소산화물의 적갈색을 띤다.

구름에는 네 가지 주요 물질인 무기의 잔해와 핵분열 생성물, 지상에서 얻은 물질(무기 산출량에 따라 달라지는 낙진, 저감 고도 아래의 폭발 고도에서만 중요)이 포함되어 있다. 구름에 포함된 방사선의 대부분은 핵분열 생성물로 구성되어 있으며, 무기 물질에서 나온 중성자 활성화 생성물, 공기 및 지상 잔해는 아주 작은 부분만을 형성한다. 중성자 활성화는 폭발이 일어나는 순간 중성자가 폭발하는 동안 시작되며, 이 중성자 폭발의 범위는 지구 대기를 통과할 때 중성자가 흡수하는 것에 의해 제한된다.
대부분의 방사선은 핵분열 생성물에 의해 생성된다. 열핵무기는 핵융합으로 인해 생성되는 양의 상당 부분을 생성한다. 핵융합 생성물은 일반적으로 비방사성이다. 따라서 방사선 낙진 생성의 정도는 핵분열 킬로톤으로 측정된다. 핵융합으로 생성된 5,000 메가톤의 수율의 97%를 차지하는 차르 봄바는 우라늄-238 대신 납으로 핵융합 변조기를 만들었기 때문에 일반적으로 예상되는 수율의 무기에 비해 매우 깨끗한 무기였다. 만약 그것이 표면 또는 표면 근처에서 폭발한다면, 그것의 낙진은 모든 핵무기 실험에서 발생한 모든 낙진의 4분의 1을 모두 포함할 것이다.
처음에 화구에는 무기의 원자와 핵분열 생성물, 그리고 인접한 공기의 대기 기체로만 구성된 고도로 이온화된 플라즈마가 들어있다. 플라즈마가 식으면서 원자들이 반응하여 미세한 물방울과 고체의 산화물 입자를 형성한다. 입자들은 더 큰 입자들과 합쳐져서 다른 입자들의 표면에 침전된다. 더 큰 입자들은 대개 구름 속으로 가고자 하는 물질에서 비롯된다. 구름이 녹을 만큼 충분히 뜨거운 상태에서 입자들은 부피 전체에 걸쳐 핵분열 생성물과 섞인다. 더 큰 입자들은 녹은 방사성 물질을 표면에 침착시킨다. 나중에 구름 속으로 가고자 하는 입자들은 충분히 온도가 낮으면 크게 오염되지 않는다. 무기 자체만으로 형성된 입자들은 공기 중에 오래 머물 수 있을 정도로 충분히 미세하며, 위험하지 않은 수준까지 광범위하게 분산되어 희석된다. 지상의 잔해를 열망하지 않거나, 충분히 냉각된 후에만 먼지를 열망하며, 따라서 입자의 방사성 분율이 작은 고도의 폭발은 더 큰 방사성 입자가 형성된 저고도의 폭발보다 훨씬 더 작은 정도의 국부적인 낙진을 일으킨다.
응축 생성물의 농도는 작은 입자 및 더 큰 입자의 퇴적된 표면층에 대해 동일하다. 수율 1킬로톤당 약 100 kg의 작은 입자가 형성된다. 작은 입자의 부피와 그에 따른 활성은 더 큰 입자의 퇴적된 표면층의 부피보다 거의 3배 정도 낮다.
고지대 폭발의 경우 일차적인 입자 형성 과정은 응축과 그에 따른 응고이다. 저지대 폭발과 지반 폭발의 경우 토양 입자가 관여하는 외부 입자에 대한 침착이 일차적인 과정이다.
낮은 고도의 폭발은 산출량 1메가톤당 100톤의 먼지를 가진 구름을 만든다. 지상 폭발은 약 3배의 먼지를 가진 구름을 만든다. 지상 폭발의 경우 산출량 1킬로톤당 약 200톤의 흙이 녹아 방사능과 접촉한다
화구의 부피는 지표면이나 대기권 폭발의 경우와 같다. 첫 번째 경우에 화구는 구가 아닌 반구이며 반지름은 더 크다
입자의 크기는 마이크로미터 이하와 마이크로미터 크기, 10-500 마이크로미터에서 밀리미터 이상까지 다양하다. 입자의 크기는 입자가 운반되는 고도와 함께 대기에 머무르는 길이를 결정하는데, 이는 입자가 더 큰 경우 건조한 강수의 영향을 받기 때문이다. 더 작은 입자는 또한 구름 자체에 응축된 수분이나 비구름과 교차하는 구름에서 침전에 의해 제거될 수 있다. 비에 의해 수행된 낙진은 비구름이 형성되는 동안 제거되고, 이미 형성된 빗방울에 흡수되면 씻어낸다
공기 폭발로 인한 입자는 보통 마이크로미터 이하의 범위에서 10-25 마이크로미터보다 작다. 그들은 대부분 산화알루미늄, 우라늄과 플루토늄 산화물로 구성되어 있다. 1-2 마이크로미터보다 큰 입자는 매우 구형이며, 기화된 물질이 물방울로 응축되었다가 응고되는 것에 해당한다. 방사능은 입자 부피 전체에 고르게 분포되어 입자의 전체 활동을 입자 부피에 선형적으로 따른다. 활성의 약 80%는 더 많은 휘발성 원소에 존재하며, 이들은 불덩이가 상당한 정도로 냉각된 후에만 응축된다. 예를 들어 스트론튬-90은 응축하는 시간이 줄어들고 더 큰 입자로 합쳐져 공기의 부피와 더 작은 입자의 혼합 정도가 더 커진다. 폭발 직후 생성된 입자는 작으며, 방사능의 90%는 300 나노미터보다 작은 입자에 존재한다. 이들은 성층권 에어로졸과 응고한다. 응고는 대류권에서 더 광범위하고, 지면에서 대부분의 활동은 300 nm에서 1 µm 사이의 입자에 존재한다. 응고는 입자 형성, 저녁에 동위원소 분포에서 분획 과정을 상쇄한다.
지상 및 저고도 폭발의 경우 구름 속에는 기화되고 용융되어 융합된 토양 입자도 포함되어 있다. 입자를 통한 활동 분포는 형성에 따라 다르다. 기화 응축에 의해 형성된 입자는 공기 폭발 입자와 마찬가지로 부피를 통해 고르게 분포된 활동을 갖는다. 용융된 입자가 더 큰 경우 핵분열 생성물이 외층을 통해 확산되고, 충분히 가열되지 않았지만 기화된 물질과 접촉하거나 응고되기 전에 융합되고 용융되지 않은 입자는 표면에 상대적으로 얇은 고활성 물질 층이 침착된다. 이러한 입자의 구성은 일반적으로 규산염 광물로 형성된 유리와 같은 물질인 토양의 특성에 따라 달라진다. 입자 크기는 토양의 개별 입자 또는 그 군집을 기반으로 하기 때문에 수율에 의존하지 않고 대신 토양 특성에 의존한다. 두 가지 유형의 입자가 존재하는데, 활성이 완전한 기화 응축 또는 적어도 토양의 용융에 의해 형성된 구형이며, 활성이 부피(또는 0.5-2 mm 사이의 더 큰 입자의 경우 비활성 코어의 10-30% 부피)를 통해 고르게 분포되고, 활성이 얇은 표면층에 침착된 불규칙한 모양의 입자가 토양 입자의 융합에 의해 불덩이 가장자리에 형성된다. 큰 불규칙한 입자의 양은 미미하다. 위 또는 바다에서의 폭발로 형성된 입자는 수명이 짧은 방사성 나트륨 동위원소 및 해수의 소금을 포함할 것이다. 용융된 실리카는 금속 산화물에 매우 좋은 용매이며 작은 입자를 쉽게 제거한다; 실리카 함유 토양 위에서 폭발하면 부피를 통해 혼합된 동위원소를 갖는 입자가 생성된다. 대조적으로, 탄산칼슘을 기반으로 하는 산호 잔해는 표면에 방사성 입자를 흡착하는 경향이 있다
원소들은 서로 다른 휘발성 때문에 입자 형성 중에 분별을 겪는다. 내화물 원소(Sr, Y, Zr, Nb, Ba, La, Ce, Pr, Nd, Pm)는 끓는점이 높은 산화물을 형성하는데, 이들 침전물은 1400℃의 온도에서 입자 응고 시에 완전히 응축된 것으로 간주된다. 휘발성 원소(Kr, Xe, I, Br)는 그 온도에서 응축되지 않는다. 중간 원소들은 입자의 응고 온도에 가까운 끓는점(또는 그들의 산화물)을 가지고 있다. 온도가 주어진 산화물의 분해 온도 이상이 아니면 불덩이의 원소들은 산화물로 존재한다. 응고된 입자의 표면에는 내화물이 덜 응축된다. 기체 전구체를 갖는 동위원소는 붕괴에 의해 생성될 때 입자의 표면에서 응고된다.
가장 크고, 따라서 가장 큰 방사성 입자는 폭발 후 처음 몇 시간 동안 낙진에 의해 퇴적된다. 더 작은 입자들은 더 높은 고도로 운반되고 더 천천히 내려오며 반감기가 가장 짧은 동위원소들이 가장 빨리 붕괴하면서 덜 방사능 상태로 지상에 도달한다. 가장 작은 입자들은 성층권에 도달하여 몇 주, 몇 달, 심지어 몇 년 동안 그곳에 머물 수 있으며 대기류를 통해 행성의 반구 전체를 덮을 수 있다. 더 높은 위험, 단기적이고 국지적인 낙진은 일정한 강도와 방향의 바람을 가정할 때 폭발 지점에서 주로 시가 모양의 지역에 바람을 타고 아래로 퇴적된다. 낙진 패턴을 크게 바꿀 수 있는 요인은 교차풍, 풍향의 변화, 강수량이다

### 방사성동위원소
주요 낙진 위험은 활동의 대부분을 나타내는 수명이 짧은 방사성 동위원소로부터의 감마선이다. 폭발 후 24시간 이내에 낙진 감마선 수준이 60배 떨어진다. 수명이 긴 방사성 동위원소, 일반적으로 세슘-137과 스트론튬-90은 장기적인 위험을 나타낸다. 낙진 입자로부터의 강렬한 베타 방사선은 폭발 직후 낙진과 접촉하는 사람과 동물들에게 베타 화상을 일으킬 수 있다. 섭취되거나 흡입된 입자는 내부 선량의 알파 및 베타 방사선을 유발하며, 이는 암을 포함한 장기적인 영향으로 이어질 수 있다.
대기의 중성자 조사 자체는 주로 장수하는 탄소-14와 단명하는 아르곤-41과 같은 소량의 활성물을 생성한다. 바닷물에 대한 유도 방사능에 가장 중요한 원소는 나트륨-24, 염소, 마그네슘, 브롬이다. 지상 폭발의 경우 우려되는 원소는 알루미늄-28, 실리콘-31, 나트륨-24, 망간-56, 철-59, 코발트-60이다.
폭탄 케이스는 중성자 활성화 방사성 동위원소의 중요한 공급원이 될 수 있다. 폭탄의 중성자속, 특히 열핵 장치는 높은 임계 핵반응을 위해 충분하다. 유도 동위원소에는 코발트-60, 57과 58, 철-59와 55, 망간-54, 아연-65, 이트륨-88, 그리고 니켈-58과 62, 니오븀-63, 홀뮴-165, 이리듐-191, 단명 망간-56, 나트륨-24, 실리콘-31, 알루미늄-28이 포함된다. 로듐-102의 두 핵 이성질체뿐만 아니라 유로퓸-152와 154도 존재할 수 있다. 하드택 작전 동안, 텅스텐-185, 181과 187, 레늄-188은 폭탄 케이스에 추적자로 추가된 원소들로부터 생산되어 특정 폭발에 의해 생성된 낙진을 확인할 수 있었다. 안티몬-124, 카드뮴-109, 카드뮴-113m도 추적물로 언급되었다
가장 중요한 방사선원은 핵분열 단계에서 나온 핵분열 생성물이며, 핵분열-융합 무기의 경우 핵융합 단계에서 나온 핵분열 생성물이다. 핵분열 생성물의 구성에 영향을 미치는 순수한 핵분열 수율에 비해 열핵 폭발에서는 훨씬 더 많은 중성자가 방출된다. 예를 들어 우라늄-237 동위원소는 우라늄-238에서 (n,2n) 반응에 의해 생성되며, 필요한 최소 중성자 에너지는 약 5.9 MeV이다. 상당한 양의 넵투늄-239와 우라늄-237이 핵분열-융합 폭발의 지표이다. 미량의 우라늄-240도 생성되며, 개별 핵에 의해 많은 양의 중성자가 포획되면 적지만 검출 가능한 양의 초우라늄 원소, 예를 들어 아인슈타이늄-255와 페르뮴-255가 생성된다.
중요한 핵분열 생성물 중 하나는 방사성 비활성 기체인 크립톤-90이다. 구름 속에서 쉽게 확산되어 루비듐-90, 스트론튬-90으로 두 번 붕괴를 거치며 반감기는 33초 3분이다. 비활성기체와 빠른 확산은 Sr-90의 국부적인 낙진의 고갈과 그에 상응하는 Sr-90의 원격 낙진의 농축을 담당한다.
입자의 방사능은 시간이 지남에 따라 감소하며 서로 다른 동위원소는 서로 다른 시간대에서 유의하다. 토양 활성화 생성물의 경우 알루미늄-28이 처음 15분 동안 가장 중요한 기여자이다. 망간-56과 나트륨-24는 약 200시간까지 그 뒤를 잇는다. 철-59는 300시간이 지나면 뒤따르고 100-300일이 지나면 코발트-60이 된다.
방사능 입자는 상당한 거리까지 운반될 수 있다. 트리니티 실험에서 나온 방사능이 일리노이주에 내린 폭풍우에 휩쓸려 나갔다. 이것은 이스트먼 코닥이 중서부에서 생산된 판지 포장으로 엑스레이 필름에 안개가 끼어 있는 것을 발견했을 때 추론되고 그 기원이 추적되었다. 예상치 못한 바람이 치명적인 양의 성 브라보 낙진을 론겔랍 환초 위로 운반하여 그것을 대피시켰다. 예측된 위험 구역 밖에 위치한 일본 어선 다이고 후쿠류 마루호 선원들도 영향을 받았다. 전 세계 낙진에서 발견된 스트론튬-90은 나중에 부분 실험 금지 조약으로 이어졌다.

### 형광광
폭발 후 첫 몇 초 동안의 강렬한 방사선은 관찰 가능한 형광의 아우라를 유발할 수 있고, 이온화된 산소와 질소의 청색-자외선-자색 빛은 불덩이로부터 상당한 거리까지 방출되어 버섯구름의 머리를 둘러싸고 있을 수 있다. 이 빛은 밤이나 어두운 낮의 조건에서 가장 쉽게 볼 수 있다. 폭발 이후 시간이 경과함에 따라 빛의 밝기는 급격히 감소하며, 몇 십 초 후에야 거의 보이지 않게 된다.

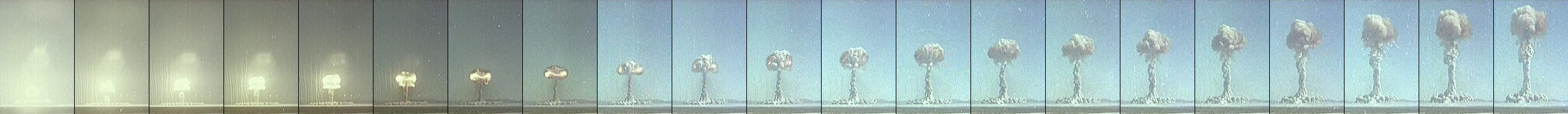
텀블러-스냅퍼독 핵실험에서 나온 버섯구름의 형성. 폭발 당시 폭발 왼쪽에 보이는 연기의 스트리머는 버섯구름과는 무관하며, 폭발로 인한 충격파를 관측하기 위해 사용되는 수직 연기 플레어이다.

## 같이 보기
- 핵폭발
- 핵무기
- 핵실험

## 참고 문헌
- 배리 파커. (2015). "전쟁의 물리학". 북로드.